# Fosfatidilcolina

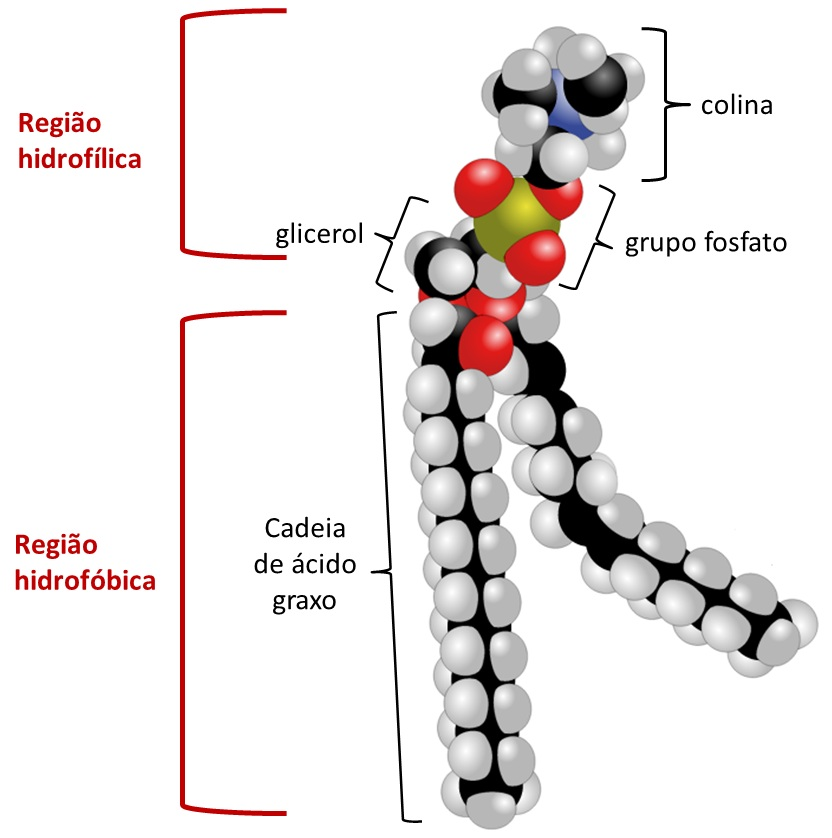

Fosfatidilcolina é um fosfolipídio natural de massa igual à 780g/mol. Ele possui polaridade, visto que possui, por um lado, duas cadeias hidrocarbônicas longas, sendo uma saturada e outra insaturada, redundando em sua porção hidrofóbica, apolar. E de outra parte, um colesterol, um grupo fosfato e uma colina formam sua porção hidrofílica, polar.
Trata-se do principal componente da estrutura basilar das membranas biológicas, como exemplo, a membrana celular, os lipossomas, as apolipoproteínas, entre outras. Conforme Mertins (2004), a “(…) fosfatidilcolina é um sólido amarelado, higroscópico e pouco estável. É facilmente decomposta em altas temperaturas e degradada pela ação do oxigênio quanto exposta ao ar e à umidade por longos períodos. Seu principal produto de degradação é a lisofosfatidilcolina (Figura 4.1b), resultante da hidrólise da função éster no carbono de posição 1 ou 2 do glicerol, fornecendo uma molécula com apenas uma cadeia apolar. Sua presença aumenta consideravelmente a permeabilidade das membranas de lipossomas, diminuindo a capacidade de retenção de material encapsulado nos lipossomas. Além disso, possui relativa toxidez.” (MERTINS, 2004, p.30).